# The Crew 2
The Crew 2 is een racespel ontwikkeld door Ivory Tower. Het spel wordt uitgegeven door Ubisoft en kwam op 29 juni 2018 uit voor de PlayStation 4, Windows en de Xbox One. Op 25 maart 2020 kwam het spel uit op Google Stadia.
The Crew 2 wordt gespeeld in een open wereld gebaseerd op de Verenigde Staten. Naast voertuigen introduceert het spel ook vliegtuigen en boten.

## Ontvangst
| Recensiescore       | Recensiescore                         |
| Recensieverzamelaar | Score                                 |
| ------------------- | ------------------------------------- |
| Metacritic          | 67/100 (PS4) 65/100 (Win) 69/100 (X1) |
| Publicist           | Score                                 |
| Destructoid         | 7/10 (PS4)                            |
| Gamer.nl            | 5/10 (PS4)                            |
| IGN                 | 7/10 (X1)                             |
| XGN                 | 7.5/10 (PS4)                          |

The Crew 2 is gemengd ontvangen door critici. Het spel heeft een score tussen de 65 en 69 op recensieverzamelaar Metacritic.